# Ла Пасс (футбольний клуб)
Футбольний клуб «Ла Пасс» або просто «Ла Пасс» (англ. La Passe Football Club) — сейшельський футбольний клуб з міста Ла Пасс на острові Ла-Діг.

## Історія
Футбольний клуб «Ла Пасс» було засновано в 1992 році в місті Ла Пасс на острові Ла-Діг. Клуб 4 рази вигравав національний чемпіонат, останнього разу команда здобула чемпіонство в 2009 році. Також у період з 2011 по 2014 роки клуб 4 рази поспіль виборював срібні нагороди національного чемпіонату. Успішні виступи «Ла Пасс» на внутрішній арені дозволили декілька разів виступити на континентальних турнірах.

## Досягнення
- Перший дивізіон
  -  Чемпіон (5): 2002, 2004, 2005, 2009, 2021/22
  -  Срібний призер (6): 2008, 2010, 2011, 2012, 2013, 2014
  -  Бронзовий призер (1): 1999, 2001, 2003, 2006

- Кубок Сейшельських Островів
  -  Фіналіст (2): 2010, 2011

## Статистика виступів на континентальних турнірах
| Сезон | Турнір             | Раунд      | Клуб                 | Вдома | На виїзді | Загальний |
| ----- | ------------------ | ---------- | -------------------- | ----- | --------- | --------- |
| 2005  | Ліга чемпіонів КАФ | Попередній | УСЖФ Равінала        | 2-2   | 1-4       | 3-6       |
| 2006  | Ліга чемпіонів КАФ | Попередній | Ферроваріу ді Мапуту | 0-0   | 0-2       | 0-2       |
| 2010  | Ліга чемпіонів КАФ | Попередній | Кюрпайп Старлайт     | 1-0   | 1-3       | 2-3       |

## Відомі гравці
- Заблон Аманака